# Štefka Cobelj
Štefka Cobelj, slovenska etnologinja in umetnostna zgodovinarka, * 18. december 1923, Oblaki pri Juršincih, zdaj zaselek Zgornji Oblaki, ki so del naselja Zagorci, † 15. maj 1989, Ptuj.

## Življenjepis in kariera
Štefka Cobelj se je rodila v osemčlansko trgovsko družino. Štirje od otrok so umrli že pred drugo svetovno vojno, Štefka pa je ob izbruhu vojne že obiskovala obrtno trgovsko šolo na Ptuju, kamor se je vpisala po opravljeni meščanski šoli v Ormožu. Starši so jo po vojni vzpodbujali naj prevzame družinsko trgovino, sama pa se je raje odločila za vpis v gimnazijo v Ljubljani.
V drugi svetovni vojni se je pridružila partizanskemu gibanju na območju Haloz in Kozjanskega pod partizanskim imenom Zora. Fotografije in arhivsko gradivo jo potrjujejo kot pomembno partizansko aktivistko na terenu.
Pri 27. letih se je vpisala na novinarsko in diplomatsko šolo v Beogradu, ki pa je bila ukinjena še preden je Štefka uspela diplomirati. Vpisala se je na študij umetnostne zgodovine. Med študijem je veliko potovala po Evropi, kjer se je naučila kar šest tujih jezikov. Diplomirala je leta 1958 in se posvetila raziskovanju likovne umetnosti. Do leta 1965, ko je v Ljubljani doktorirala, je raziskala in opisala delo slovenjegraških slikarjev Straussov.
Po doktoratu se je zaposlila v Muzeju sodobne umetnosti v Beogradu. Delovala je v politično-diplomatskih strukturah Jugoslavije. Sodelovala je pri pripravi protokolarnih in kulturnih dogodkov pred Titovimi potovanji v tujino, med drugim v Afriko, Perzijo in Etiopijo. Znana je bila po domoljubni drži in želji po povratku ter strokovnem prispevku v Sloveniji, kar pa je bilo pogosto ovirano zaradi njene partizanske preteklosti in sumničenj v domačem okolju. Ob tem je prepotovala Afriko, Indijo, Kanado, Mehiko in še mnogo drugih držav. Kasneje se je posvetile etnologiji in iz te discipline leta 1973 opravila tudi magisterij.
Leta 1976 se je preselila na Ptuj, kjer je postala ravnateljica Pokrajinskega muzeja. V tem času si je prizadevala za uvrstitev Ptuja na seznam svetovne dediščine UNESCO in intenzivno razvijala muzejsko dejavnost. Njeno delo je naletelo na odpor lokalnih partijskih struktur, ki so jo dojemale kot politično neprimerno zaradi njenega izvora iz »razlaščenega razrednega sovražnika«. Doživela je osebne in profesionalne napade, ki so vključevali celo skrunitve njenega groba, o čemer sta pisala Ludvik Toplak in Aleš Šteger.
S položaja je odstopila leta 1976 in še dve leti delala v muzeju, nato pa se je upokojila. Po upokojitvi jo je zvezni Zavod za kulturno, prosvetno in znanstveno sodelovanje poslal v Mogadiš v Somalijo. Kasneje je zaradi dobrih ocen njenega dela dobila nalogo ustanoviti muzej severne somalske province Hargeysi. Dve leti za tem se je vrnila na Ptuj, kjer je pomagala pri obnovitvi vinarske zbirke. Leta 1986 je s svojim strokovnim znanjem pomagala tudi pri ureditvi nacionalnega muzeja v Mogadišu. 

## Osebnost in dediščina
Njeno življenje zaznamujejo intelektualna širina, domoljubje, pogum v vojni in razočaranje nad izključujočimi praksami domačega okolja. Njena življenjska pot odraža tudi širše probleme povojne slovenske družbe, razredne stigmatizacije, političnih sumničenj in nerazvitega odnosa do povratnikov iz izseljenstva. Njeno zgodbo je literarno obdelal Aleš Šteger v romanu *Ogenj*.
Iz obdobja delovanja v Mogadišu izhaja njeno ganljivo pismo Ludviku Toplaku, v katerem opisuje uničenje kulturne dediščine na Ptujskem gradu. Ostala je tesno povezana z mednarodnim diplomatskim krogom, a je po pisanjih Štegerja in Toplaka hkrati ves čas čutila domotožje in željo, da bi Slovenija sprejela njen prispevek.